# Rodney Crowell

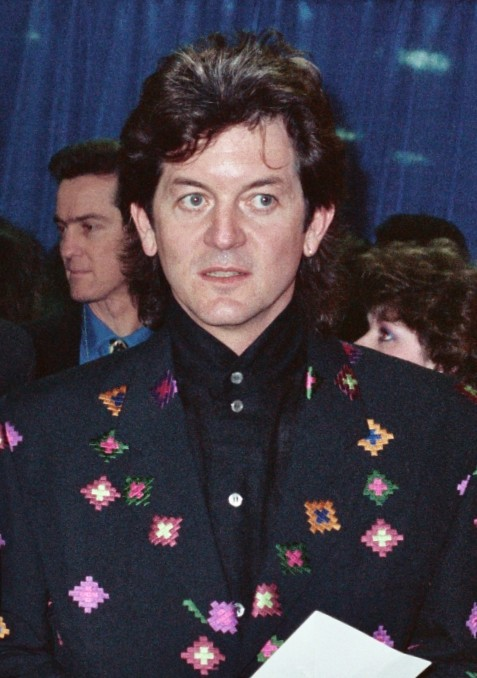
Rodney Crowell bei den Grammy Awards 1990

Rodney Crowell (* 7. August 1950 in Houston, Texas) ist ein US-amerikanischer Country-Sänger, Songwriter und Produzent.

## Anfänge
Rodney Crowell entstammt einer Familie mit langer musikalischer Tradition. Er selbst begann mit 11 Jahren als Schlagzeuger in der Band seines Vaters. Auf der Highschool gründete er seine eigene Gruppe, die Arbitrators. 1972 brach er sein College-Studium ab und zog nach Nashville. Mit Auftritten in lokalen Clubs verdiente er mehr schlecht als recht seinen Lebensunterhalt. Eines Tages saß Jerry Reed im Publikum und fand Gefallen an You Can’t Keep Me Here in Tennessee, ein Song, den Crowell selbst geschrieben hatte. Reed nahm den Song auf und bot dem Nachwuchsmusiker eine Stelle in seinem Musikverlag an.

## Karriere
Seine Durststrecke dauerte zunächst noch an. 1975 lernte er den Ehemann von Emmylou Harris kennen. Crowell zog nach Los Angeles und stieg als Gitarrist bei der Begleitband der Country-Sängerin ein. In dieser Zeit begann seine Karriere als Songwriter. Harris übernahm mehrere seiner Kompositionen. Die Zusammenarbeit dauerte fast zwei Jahre. 1977 gründete er seine eigene Band, die Cherry Bombs. Ein Jahr später wurde ein Album aufgenommen, das allerdings, ebenso wie zwei ausgekoppelte Singles, nicht allzu erfolgreich war.
Im gleichen Jahr arbeitete er als Produzent mit Rosanne Cash zusammen, der Tochter der Country-Legende Johnny Cash. Nach Abschluss der Aufnahmen des Albums Right Or Wrong heirateten die beiden. Rodney Crowell stand bald im Schatten seiner Frau, der mit ihrem nächsten Album Seven Year Ache der Durchbruch gelang. Er selbst war vor allem als Songwriter erfolgreich. Mehrere Interpreten, darunter die Oak Ridge Boys und Crystal Gayle, schafften mit seinen Songs Nummer-1-Hits. Seine eigenen Platten waren weniger gefragt und wenn, dann meist in der Rock- und Popszene. Er verlor seinen Schallplattenvertrag, wurde aber vom Columbia-Label übernommen, bei dem auch Ehefrau und Schwiegervater unter Vertrag waren.
Während Rosanne von Erfolg zu Erfolg eilte, dauerte es bei Rodney noch mehrere Jahre, bis der kommerzielle Durchbruch gelang. Seine musikalische Vielseitigkeit machte es ihm schwer, von den Anhängern der Country-Musik anerkannt zu werden. 1988 wurde das Album Diamonds and Dirt produziert, aus dem fünf aufeinanderfolgende Nummer-1-Hits entnommen wurden. After All This Time wurde mit dem Grammy "Countrysong des Jahres" ausgezeichnet. Diamonds And Dirt wurde vergoldet und zum CMA-Album des Jahres gewählt. Die nächste LP, Keys to the Highway, verkaufte sich ebenfalls recht gut, doch damit war seine Erfolgssträhne beendet.
Seine Ehe scheiterte 1991. Ebenso wie Rosanne (mit Interiours) verarbeitete er seine Erfahrungen in einem Album (mit dem bezeichnenden Titel Life Is Messy). 1994 wechselte er zum MCA-Label, für das er in Abständen weiterhin qualitativ hochwertige Alben produzierte. 1999 heiratete er die Country-Sängerin Claudia Church.

## Diskografie

### Studioalben
| Jahr | Titel                                    | Höchstplatzierung, Gesamtwochen, AuszeichnungChartplatzierungen (Jahr, Titel, Platzierungen, Wochen, Auszeichnungen, Anmerkungen) | Höchstplatzierung, Gesamtwochen, AuszeichnungChartplatzierungen (Jahr, Titel, Platzierungen, Wochen, Auszeichnungen, Anmerkungen) | Höchstplatzierung, Gesamtwochen, AuszeichnungChartplatzierungen (Jahr, Titel, Platzierungen, Wochen, Auszeichnungen, Anmerkungen) | Anmerkungen                                           |
| Jahr | Titel                                    | CH | US | Country | Anmerkungen                                           |
| ---- | ---------------------------------------- | --- | --- | --- | ----------------------------------------------------- |
| 1980 | But What Will the Neighbors Think        | — | US155 (10 Wo.)US | Country64 (7 Wo.)Country |                                                       |
| 1981 | Rodney Crowell                           | — | US105 (8 Wo.)US | Country47 (26 Wo.)Country |                                                       |
| 1986 | Street Language                          | — | US177 (5 Wo.)US | Country38 (28 Wo.)Country |                                                       |
| 1988 | Diamonds & Dirt                          | — | US— GoldUS | Country8 (112 Wo.)Country |                                                       |
| 1989 | Keys to the Highway                      | — | US180 (2 Wo.)US | Country15 (53 Wo.)Country | Erstveröffentlichung: 10. Oktober 1989                |
| 1992 | Life Is Messy                            | — | US155 (9 Wo.)US | Country30 (24 Wo.)Country | Erstveröffentlichung: 19. Mai 1992                    |
| 2001 | The Houston Kid                          | — | — | Country32 (10 Wo.)Country | Erstveröffentlichung: 8. Februar 2001                 |
| 2003 | Fate Right’s Hand                        | — | — | Country29 (16 Wo.)Country | Erstveröffentlichung: 20. Oktober 2003                |
| 2005 | The Outsider                             | — | — | Country37 (5 Wo.)Country | Erstveröffentlichung: 16. August 2005                 |
| 2008 | Sex and Gasoline                         | — | — | Country38 (5 Wo.)Country |                                                       |
| 2012 | Kin: Songs by Mary Karr & Rodney Crowell | — | — | Country32 (7 Wo.)Country |                                                       |
| 2013 | Old Yellow Moon                          | — | US29 (7 Wo.)US | Country4 (29 Wo.)Country | Erstveröffentlichung: 1. März 2013 mit Emmylou Harris |
| 2014 | Tarpaper Sky                             | — | US168 (1 Wo.)US | Country25 (3 Wo.)Country | Erstveröffentlichung: 25. April 2014                  |
| 2015 | The Traveling Kind                       | — | US78 (1 Wo.)US | Country8 (10 Wo.)Country | Erstveröffentlichung: 8. Mai 2015 mit Emmylou Harris  |
| 2017 | Close Ties                               | — | US138 (1 Wo.)US | Country28 (1 Wo.)Country | Erstveröffentlichung: 31. März 2017                   |
| 2021 | Triage                                   | CH58 (1 Wo.)CH | — | — | Erstveröffentlichung: 23. Juli 2021                   |

grau schraffiert: keine Chartdaten aus diesem Jahr verfügbar
Weitere Studioalben
- 1978: Ain’t Living Long Like This
- 1994: Let the Picture Paint Itself
- 1995: Jewel of the South
- 2018: Acoustic Classics
- 2018: Christmas Everywhere
- 2019: Texas

### Kompilationen
| Jahr | Titel                         | Höchstplatzierung, Gesamtwochen, AuszeichnungChartplatzierungen (Jahr, Titel, Platzierungen, Wochen, Auszeichnungen, Anmerkungen) | Höchstplatzierung, Gesamtwochen, AuszeichnungChartplatzierungen (Jahr, Titel, Platzierungen, Wochen, Auszeichnungen, Anmerkungen) | Anmerkungen                          |
| Jahr | Titel                         | US | Country | Anmerkungen                          |
| ---- | ----------------------------- | --- | --- | ------------------------------------ |
| 1989 | The Rodney Crowell Collection | — | Country65 (7 Wo.)Country | Erstveröffentlichung: 8. August 1989 |

Weitere Kompilationen
- 1993: Greatest Hits
- 1995: Soul Searchin’
- 1995: Super Hits
- 2004: The Essential Rodney Crowell
- 2006: The Platinum Collection
- 2012: Playlist: The Very Best of Rodney Crowell

### Singles
| Jahr | Titel Album                                                         | Höchstplatzierung, Gesamtwochen, AuszeichnungChartplatzierungen (Jahr, Titel, Album, Platzierungen, Wochen, Auszeichnungen, Anmerkungen) | Höchstplatzierung, Gesamtwochen, AuszeichnungChartplatzierungen (Jahr, Titel, Album, Platzierungen, Wochen, Auszeichnungen, Anmerkungen) | Anmerkungen      |
| Jahr | Titel Album                                                         | US | Country | Anmerkungen      |
| ---- | ------------------------------------------------------------------- | --- | --- | ---------------- |
| 1978 | Elvira Ain’t Living Long Like This                                  | — | Country95 (3 Wo.)Country |                  |
| 1979 | (Now and Then There’s) A Fool Such as I Ain’t Living Long Like This | — | Country90 (3 Wo.)Country |                  |
| 1980 | Ashes by Now But What Will the Neighbors Think                      | US37 (11 Wo.)US | Country78 (6 Wo.)Country |                  |
| 1981 | Stars on the Water Rodney Crowell                                   | — | Country30 (11 Wo.)Country |                  |
| 1981 | Victim or a Fool Rodney Crowell                                     | — | Country34 (11 Wo.)Country |                  |
| 1986 | When I’m Free Again Street Language                                 | — | Country38 (12 Wo.)Country |                  |
| 1987 | She Loves the Jerk Street Language                                  | — | Country71 (7 Wo.)Country |                  |
| 1987 | Looking for You Street Language                                     | — | Country59 (8 Wo.)Country |                  |
| 1988 | It’s Such a Small World Diamonds & Dirt                             | — | Country1 (23 Wo.)Country | mit Rosanne Cash |
| 1988 | I Couldn’t Leave You If I Tried Diamonds & Dirt                     | — | Country1 (21 Wo.)Country |                  |
| 1988 | She’s Crazy for Leavin’ Diamonds & Dirt                             | — | Country1 (19 Wo.)Country |                  |
| 1989 | After All This Time Diamonds & Dirt                                 | — | Country1 (21 Wo.)Country |                  |
| 1989 | Above and Beyond Diamonds & Dirt                                    | — | Country1 (20 Wo.)Country |                  |
| 1989 | Many a Long and Lonesome Highway Keys to the Highway                | — | Country3 (20 Wo.)Country |                  |
| 1990 | If Looks Could Kill Keys to the Highway                             | — | Country6 (26 Wo.)Country |                  |
| 1990 | My Past Is Present Keys to the Highway                              | — | Country22 (15 Wo.)Country |                  |
| 1990 | Now That We’re Alone Keys to the Highway                            | — | Country17 (20 Wo.)Country |                  |
| 1991 | Things I Wish I’d Said Keys to the Highway                          | — | Country72 (5 Wo.)Country |                  |
| 1992 | Lovin’ All Night Life Is Messy                                      | — | Country10 (20 Wo.)Country |                  |
| 1992 | What Kind of Love Life Is Messy                                     | — | Country11 (20 Wo.)Country |                  |
| 1994 | Let the Picture Paint Itself                                        | — | Country60 (7 Wo.)Country |                  |
| 1994 | Big Heart Let the Picture Paint Itself                              | — | Country75 (1 Wo.)Country |                  |
| 1995 | Please Remember Me Jewel of the South                               | — | Country69 (9 Wo.)Country |                  |
| 1995 | I Walk the Line Revisited The Houston Kid                           | — | Country61 (6 Wo.)Country | mit Johnny Cash  |
| 2003 | Earthbound Fate’s Right Hand                                        | — | Country60 (1 Wo.)Country |                  |

Weitere Singles
- 1978: Don’t Need No Other Now
- 1978: Baby Better Start Turnin’ ’Em Down
- 1980: Ain’t No Money
- 1980: Here Comes the 80’s
- 1986: Let Freedom Ring
- 1992: It’s Not for Me to Judge
- 1992: Let’s Make Trouble
- 1993: Even Cowgirls Get the Blues
- 1994: I Don’t Fall in Love So Easy
- 2001: Why Don’t We Talk About It
- 2003: Fate’s Right Hand
- 2005: The Obscenity Prayer (Give It to Me)
- 2006: Say You Love Me
- 2008: Sex and Gasoline
- 2012: I’m a Mess
- 2017: It Ain’t Over Yet (feat. Rosanne Cash & John Paul White)
- 2017: Tobacco Road
- 2018: Shake Your Money Maker
- 2019: Flatland Hillbillies (mit Randy Rogers Band & Lee Ann Womack)

## Auszeichnungen für Musikverkäufe
| Goldene Schallplatte - Kanada - 1989: für das Album Diamonds & Dirt |

Anmerkung: Auszeichnungen in Ländern aus den Charttabellen bzw. Chartboxen sind in ebendiesen zu finden.
| Land/RegionAuszeichnungen für Musikverkäufe (Land/Region, Auszeichnungen, Verkäufe, Quellen) | Gold     | Platin | Verkäufe | Quellen         |
| -------------------------------------------------------------------------------------------- | -------- | ------ | -------- | --------------- |
| Kanada (MC)                                                                                  | Gold1    | —      | 50.000   | musiccanada.com |
| Vereinigte Staaten (RIAA)                                                                    | Gold1    | —      | 500.000  | riaa.com        |
| Insgesamt                                                                                    | 2× Gold2 | —      |          |                 |

## Die bedeutendsten Auszeichnungen
| Jahr | Org.   | Award                 | Titel                                |
| ---- | ------ | --------------------- | ------------------------------------ |
| 1988 | ACM    | Top New Male Vocalist |                                      |
| 1989 | Grammy | Best Country Song     | After All This Time                  |
| 2014 | Grammy | Best Americana Album  | Old Yellow Moon (mit Emmylou Harris) |

| 2003 | Nashville Songwriters Hall of Fame |